# Rezerwat przyrody Lenki
Rezerwat przyrody Lenki – rezerwat leśny położony w zachodniej części Równiny Warmińskiej w województwie warmińsko-mazurskim w gminie Młynary, w leśnictwie Sąpy (Nadleśnictwo Młynary).
Utworzony na podstawie Zarządzenia Ministra Leśnictwa i Przemysłu Drzewnego z dnia 31 października 1959 roku dla zachowania ze względów dydaktycznych i naukowych fragmentu drzewostanu modrzewiowego. Początkowo zajmował powierzchnię 2,92 ha. W 1968 roku powiększono go do 9,74 ha, dołączając do rezerwatu fragment drzewostanu bukowego. Obecnie powierzchnia rezerwatu wynosi 9,90 ha, a za cel ochrony podaje się „zachowanie historycznego drzewostanu modrzewiowego oraz fragmentu lasu liściastego”.
Północno-zachodnią część rezerwatu pokrywa drzewostan modrzewia europejskiego w wieku około 160 lat. Modrzewie osiągnęły tu imponujące rozmiary 48 metrów wysokości i 330 cm w obwodzie. Pozostałą część rezerwatu pokrywa las liściasty z bukiem jako gatunkiem panującym, z domieszką wiązu górskiego, jesionu wyniosłego, klonu zwyczajnego, lipy drobnolistnej, grabu i modrzewia. Bogate runo stanowią m.in.: zawilec gajowy, nerecznica samcza, gajowiec żółty, fiołek leśny, jaskier kosmaty, podagrycznik pospolity, czworolist pospolity, wierzbownica górska, sałatnik leśny, przylaszczka pospolita, marzanka wonna, czyściec leśny, gwiazdnice.